# Jiří Tupec
Jiří Tupec (12. ledna 1954 – 31. května 2024) byl český fotbalista, útočník.

## Fotbalová kariéra
V československé lize hrál za LIAZ Jablonec a SU Teplice. Nastoupil ve 34 ligových utkáních a dal 6 gólů.

## Ligová bilance
| Ročník                                   | Zápasy | Góly | Klub              |
| ---------------------------------------- | ------ | ---- | ----------------- |
| 1. československá fotbalová liga 1975/76 | 7      | 0    | LIAZ Jablonec     |
| 2. československá fotbalová liga 1976/77 | -      | 9    | Spartak BS Vlašim |
| 1. československá fotbalová liga 1977/78 | 12     | 2    | SU Teplice        |
| 1. československá fotbalová liga 1978/79 | 15     | 4    | SU Teplice        |
| Česká národní fotbalová liga 1979/80     | 27     | 2    | SU Teplice        |
| Česká národní fotbalová liga 1980/81     | -      | -    | LIAZ Jablonec     |
| Česká národní fotbalová liga 1981/82     | 29     | 10   | LIAZ Jablonec     |
| Česká národní fotbalová liga 1982/83     | 29     | 6    | LIAZ Jablonec     |
| Česká národní fotbalová liga 1983/84     | 28     | 15   | LIAZ Jablonec     |
| Česká národní fotbalová liga 1984/85     | 11     | 3    | LIAZ Jablonec     |
| CELKEM 1. liga                           | 34     | 6    |                   |